# Fallschirmjägergewehr 42
Az Fallschirmjägergewehr 42, röviden FG 42 egy, a Harmadik Birodalom által gyártott, ejtőernyősöknek (Fallschirmjäger) szánt önműködő puska. A könnyű géppuska és a Karabiner 98k tulajdonságait hordozza magában. A háború után a modern gépkarabély megteremtésében fontos szerepet kapott a  Sturmgewehr 44-gyel együtt.

## Története
A krétai csata idejében a német ejtőernyősök még csak pisztolyokkal és kézi gránátokkal ugrottak. A géppisztolyokat és aknavetőket dobozokban dobták le. Az akkori német ejtőernyők miatt a Fallschirmjägerek nem tudtak olyan fegyvereket magukkal vinni, mint a puskák vagy a géppuskák. A szétszóródott dobozok utáni kutatásban az ejtőernyősök többsége elesett, így ki kellett találni egy fegyvert, amit magukkal vihettek. A fegyvert először Benito Mussolini fasiszta diktátor kiszabadításánál használták német kommandós egységek.

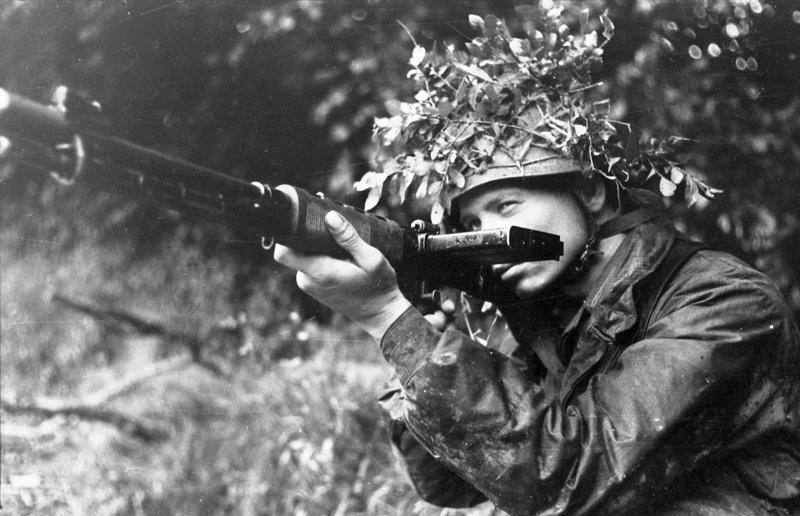
Német ejtőernyős (Fallschirmjäger) egy FG-42-essel Franciaországban.

### Előállítása
1941-ben a Luftwaffe egy olyan fegyver gyártását kezdeményezte, amivel biztonságosan ugorhattak az ejtőernyősök. Hat gyártót bíztak meg a prototípusok gyártásával: Gustloff-Werke, Mauser, Johannes Grußfuß Metall- und Lackierwarenfabrik, C. G. Hänel, Rheinmetall-Borsig és Heinrich Krieghoff Waffenfabrik gyártókat. Csak egy gyártó prototípusa felelt meg az elvárásoknak: a Rheinmetall-Borsig-é. Az első prototípusok króm-nikkel acélból készültek, de mivel ezekből az anyagokból kevés állt rendelkezésre, mangánfémeket használtak.

## Tudnivalók
Fő hibája a lőszerében rejlik, mely a normál 7,92x57 mm Mauser-lőszer, hiszen az túl erős egy ilyen méretű és tömegű sorozatlövő fegyverhez. A németek csak később értek el számottevő sikereket a köztes lőszerek alkalmazásában. Hátrányai ellenére a Fallschirmjägergewehr 42 a jól képzett ejtőernyősök  kezében igen hatásos fegyvernek bizonyult. A fegyver egyes- és sorozatlövések leadására egyaránt alkalmas. A sorozatot nyitott zárpozícióból, előzetes csőretöltés nélkül lövi, így nem áll fenn annak a veszélye, hogy a tüzeléstől forró töltényűrbe kerülő lőszer „magától” elsüljön. A fegyver oldalról, szekrénytárból adogat.

## Fordítás
Ez a szócikk részben vagy egészben  a   FG 42 című angol Wikipédia-szócikk fordításán alapul.  Az eredeti cikk szerkesztőit annak laptörténete sorolja fel. Ez a jelzés csupán a megfogalmazás eredetét és a szerzői jogokat jelzi, nem szolgál a cikkben szereplő információk forrásmegjelöléseként.